# Neoditrema
Neoditrema is een monotypisch geslacht van straalvinnige vissen uit de familie van brandingbaarzen (Embiotocidae).

## Soort
- Neoditrema ransonnetii Steindachner, 1883